# Aqaluqa
 (octobre 2014).
Si vous disposez d'ouvrages ou d'articles de référence ou si vous connaissez des sites web de qualité traitant du thème abordé ici, merci de compléter l'article en donnant les références utiles à sa vérifiabilité et en les liant à la section « Notes et références ».
Aqaluqa est une reine égyptienne de la XXVe dynastie. Elle est la sixième épouse du pharaon Piânkhy. Elle n'a pas d'enfant et nous connaissons peu d'éléments de sa vie.